# Labastide-Murat
Labastide-Murat là một xã thuộc tỉnh Lot trong vùng Occitanie phía tây nam nước Pháp.